# Primera muchacha
Primera muchacha es el quinto libro del poeta peruano Jorge Pimentel. Fue escrito en 1974 y publicado en 1997 por Ediciones Art Lautrec. Esta vez lo prologa su compañero del grupo Hora Zero, el poeta Tulio Mora.
Primera muchacha es uno de los libros capitales de la obra de Pimentel. Su fuerza expresiva y ritmo son quizá superiores a los de su libro anterior, Tromba de agosto. Se trata un largo y casi perfecto poema en prosa sin signo alguno de puntuación que a lo largo de una treintena de páginas divaga sobre diversos temas que siempre fueron obsesiones para el poeta: el amor, la desesperanza, la vida callejera, la realidad peruana y sobre todo, la poesía, todo unido con el pretexto de una muchacha que entra al bar donde Pimentel en ese entonces prácticamente vivía: "Era como mi oficina" cuenta en el proemio al poema. Primera muchacha, mereció las mejores críticas recibidas nunca por un libro de Pimentel hasta ese momento, revalorando después de muchos años las teorías de Hora Zero acerca del "poema integral".